# کیم چونگ سون
کیم چونگ سون (沙也可؛ ۱ ژانویهٔ ۱۵۷۱ – ۱ ژانویهٔ ۱۶۴۲) که با نام زمان تولدش سایاکا و غالباً با اسم مستعارش موهادونگ شناخته می شود، ژنرالی ژاپنی بود که در خلال یورش ژاپنی ها به کره پناهنده شد.